# Andreas Klarström
Andreas Klarström (* 23. Dezember 1977 in Borås) ist ein schwedischer ehemaliger Fußballspieler. Der Abwehr- und Mittelfeldspieler spielte im Laufe seiner Karriere in seinem Heimatland, Norwegen und Dänemark.

## Werdegang
Klarström wuchs im Boråser Stadtteil Brämhult auf begann mit dem Fußballspielen beim örtlichen Fußballverein Brämhults IK. 1995 wechselte er innerhalb der Stadt zum IF Elfsborg, wo bereits sein Vater Frank Klarström in den 1970er und 1980er Jahren erfolgreich gespielt hatte. Nach einem Jahr im Nachwuchsbereich rückte er in die Männermannschaft auf. Zunächst kam der mit dem Spitznamen „Frankie Boy junior“ bedachte Nachwuchsspieler in der Allsvenskan nur unregelmäßig zum Einsatz, so dass er 1998 nach Norwegen abgegeben wurde. Auf Leihbasis trat er im Herbst des Jahres für IK Start in der zweithöchsten norwegischen Spielklasse an.
Nach seiner Rückkehr zu IF Elfsborg erhielt Klarström zunächst keinen neuen Vertrag, letztlich entschieden sich die Vereinsverantwortlichen doch für eine Verlängerung. Unter dem im Saisonverlauf neu verpflichteten Trainer Bengt-Arne Strömberg avancierte er in der Spielzeit 1999 zum Stammspieler und war somit einer der Garanten für den Klassenerhalt. Auch in den folgenden Jahren als Rechtsfuß auf der linken Außenbahn gesetzt, zog er im Sommer 2001 an der Seite von Johan Wiland, Kristoffer Arvhage, Niklas Gudmundsson, Anders Svensson und Fredrik Berglund ins Endspiel um den Svenska Cupen gegen AIK ein. Nachdem Nebojša Novaković den gegnerischen Klub in der ersten Halbzeit in Führung geschossen hatte, erzielte Klarström kurz nach Wiederanpfiff den Treffer zum 1:1-Zwischenstand, der bis zum Abpfiff der Verlängerung Bestand hatte. Nachdem im ersten Durchgang bei 22 Elfmetern jeweils drei Spieler verschossen hatten, mussten die ersten Schützen nochmals antreten. Während Fredrik Mohlin für IFE traf, scheiterte Sharbel Touma auf Seiten von AIK und machte den Klub aus Borås zum Pokalsieger. Während der Klub unter Trainer Anders Grönhagen in der Folge weiterhin im hinteren Mittelfeld spielte, wiederholte er 2003 den Pokalsieg. Neben Jonas Lundén, Magnus Samuelsson und Samuel Holmén im Mittelfeld auflaufend, gewann er zum zweiten Mal den Titel. Mit einem Doppelpack sorgte Lars Nilsson beim 2:0-Erfolg über den Zweitligisten Assyriska Föreningen für den erneuten Pokaltriumph. Nach dem Abgang von Grönhagen verpflichtete der Erstligist vor der Spielzeit 2004 Magnus Haglund als Nachfolger. Unter dessen Leitung war er weiterhin Stammspieler und machte trotz Plätzen im mittleren Tabellenbereich international auf sich aufmerksam.
Im Januar 2006 schloss sich Klarström dem dänischen Klub Esbjerg fB an, bei dem er auf seinen ehemaligen Vereinskameraden Berglund traf. Unter Trainer Troels Bech war er auf Anhieb Stammspieler, an der Seite von Jesper Bech, Njogu Demba-Nyrén, Kristian Flittie Onstad und Niki Zimling zog er in seinem ersten Jahr ins Pokalfinale an. Als Einwechselspieler stand er ab der 68. Spielminute anstatt Michaël Murcy gegen den Randers FC auf dem Feld, nach einem Tor von Karsten Johansen, dem im Anschluss an seinen Treffer per gelb-roter Karte des Feldes verwiesen wurde, ging das Spiel jedoch mit 0:1 nach Verlängerung verloren. Während er sich in den folgenden Jahren mit der Mannschaft im mittleren Tabellenbereich platzierte, erreichte er mit ihr 2008 erneut das Pokalendspiel. Dieses Mal stand er an der Seite seines Landsmannes Fredrik Björck in der Startformation. Trotz zwei Toren von Søren Rieks ging jedoch auch dieses Spiel gegen Brøndby IF verloren, da Martin Retov sowie die Schweden Holmén und Max von Schlebrügge jeweils als Torschützen erfolgreich waren und ihren Klub zum 3:2-Sieg führten. Unter Trainer Ove Pedersen, der Anfang 2009 das Traineramt übernahm, war der mittlerweile auch auf der linken Abwehrseite eingesetzte Spieler weiterhin Stammkraft. Am Ende der Spielzeit 2009/10, in der er in 30 der 33 Saisonspiele in der Anfangself gestanden hatte, verpasste die Mannschaft als Tabellenvierter nur knapp die Qualifikation für den Europapokal.
Im Sommer 2010 kehrte Klarström nach Schweden zurück und unterschrieb einen Vertrag mit zweieinhalb Jahren Laufzeit bei seiner langjährigen Spielstation IF Elfsborg. In der zweiten Hälfte der Allsvenskan-Spielzeit 2010 war er unter Haglund erneut Stammspieler und qualifizierte sich mit der Mannschaft ebenso wie in den Folgejahren für die Qualifikationsrunde zur UEFA Europa League. 2013/2014 konnte die Qualifikationsrunde der Champions League erreicht werden, wobei Klarström in vier Spielen eingesetzt wurde. Elfsborg schied erst in der Runde 3 gegen Celtic FC auf (Auswärtsspiel 1:0, Heimspiel 0:0).
Zum Ende der Saison 2014/2015 verließ er IF Elfsborg und erklärte sein Karriereende. Anschließend hielt er sich beim Fristads GoIF (Division 4, sechste Liga) fit und bestritt 14 Ligaspiele. Zum 22. August 2019 wechselte er zu Vårgårda IK. Bereits Anfang 2020 schloss er sich dem Kronängs IF (Division 4, sechste Liga) an, um ein Jahr später sein Karriereende bekannt zu geben.